# Parides pizarro
Parides pizarro là một loài bướm ngày in the Papilionidae family. Nó được tìm thấy ở Brasil và Peru.

## Subspecies
- Parides pizarro pizarro (Staudinger, 1884)
- Parides pizarro kuhlmanni (E. May, 1925)
- Parides pizarro steinbachi  (Rothschild, 1905)

## Hình ảnh

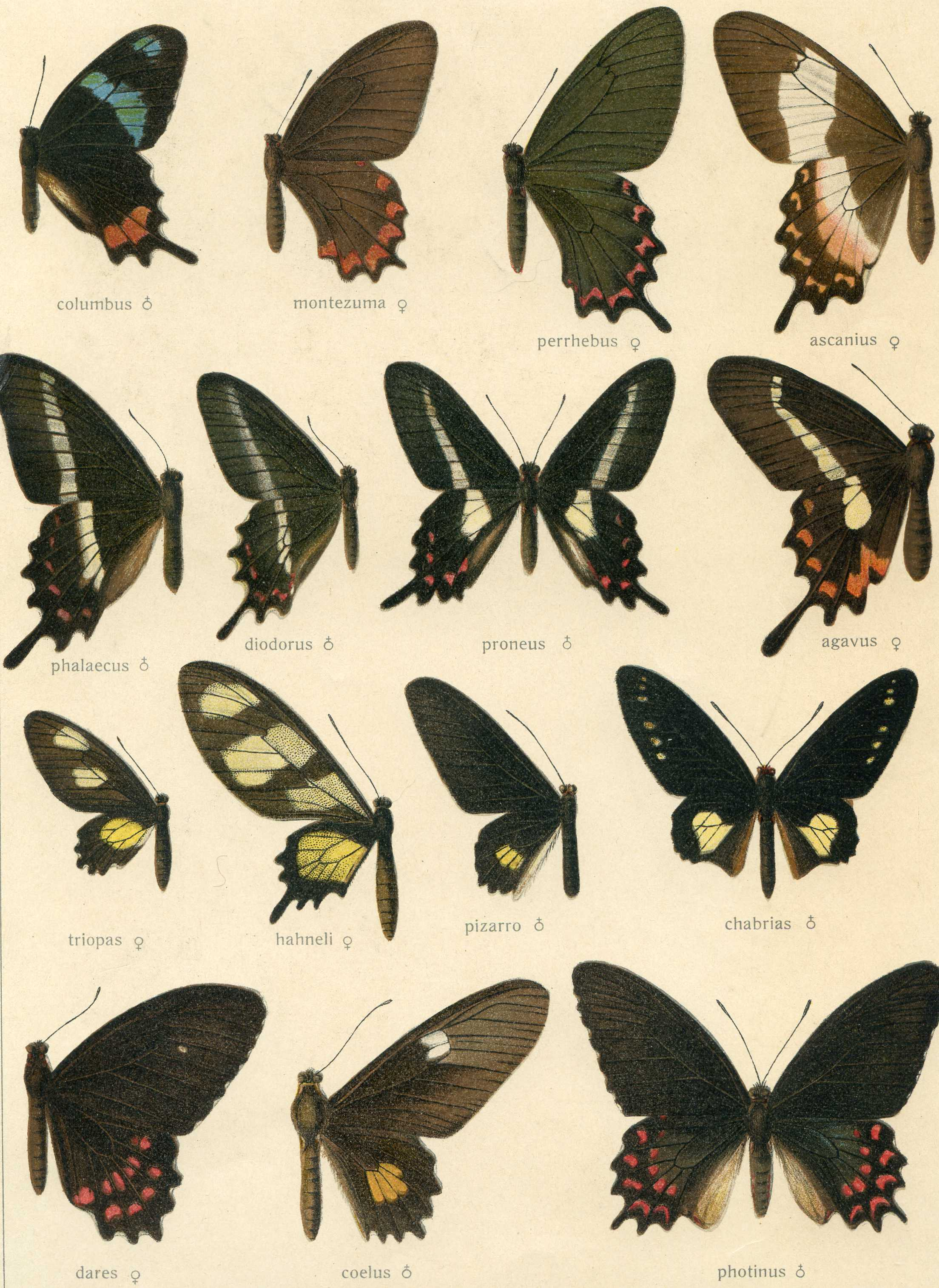
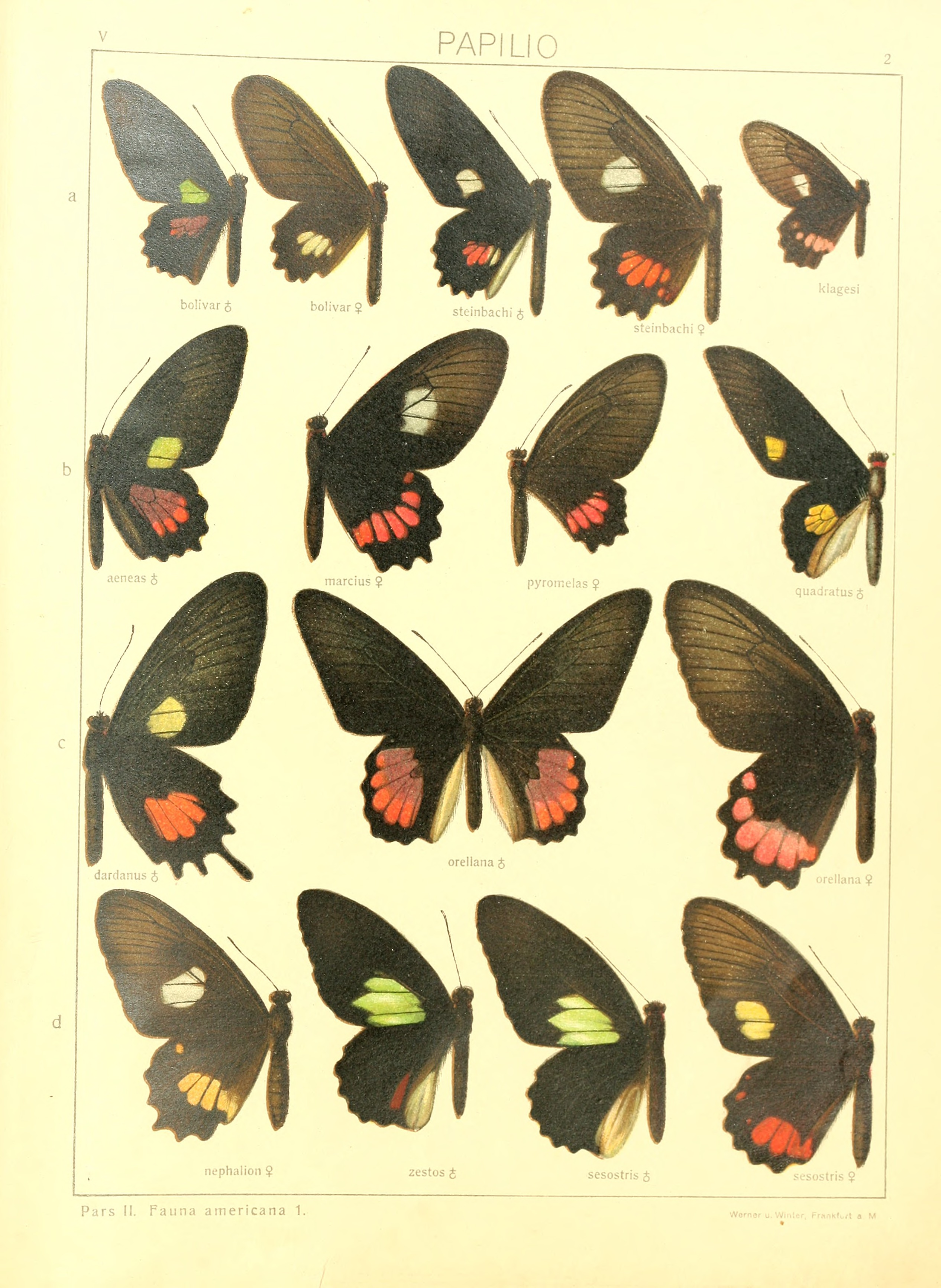
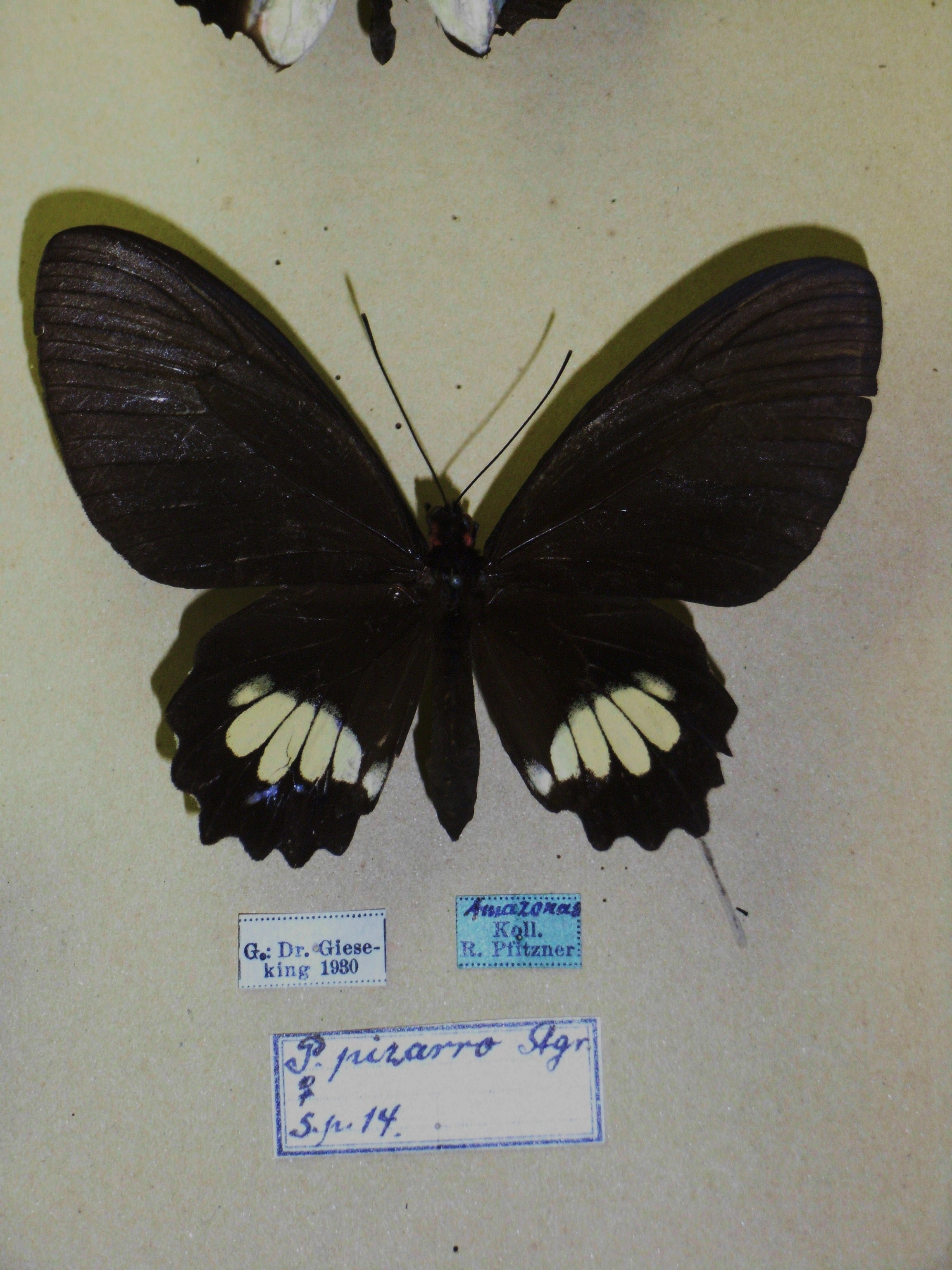